# Albion (Fable)
För andra betydelser, se Albion (olika betydelser).
Albion är ett fiktivt land i TV-spelet Fable som är utvecklat av Lionhead Studios till Xbox.

## Albion
Albion är ett prunkande land fylld av lummiga skogar, dunkla grottor och pittoreska byar som i väst gränsar till havet. Längst i norr ligger Bargate Prison på en ö som nås via en hemlig gång från Prison Path. På Albions sydspets finns hjältens hemby Oakvale som en gång i tiden brändes ner av ett gäng banditer, men när hjälten så småningom återvänder har byn blivit återuppbyggd. I väster på Albions fastland har banditledaren Twinblade sitt hem, ett stenkast därifrån kan man blicka ut över havet och känna lugnet.

## Platser i Albion
- Oakvale, här börjar spelet när hjälten fortfarande är en pojke.
- Oakfield, en Oakvale-liknande by i andra spelet i serien Fable II.
- Chamber of Fate, i Heroes' Guild ligger Chamber of Fate där man blir tvungen att besegra Jack Of Blades och döda sin syster det är även den enda delen av Heroes' Guild som finns kvar i Fable II.
- Heroes' Guild, här lär sig pojken att hantera svärdet, pilbågen och sin första trollformel. Platsen är en grundsten dit hjälten återvänder för nya uppdrag, uppgradera sin hälsa, skicklighet och magi.
- Bowerstone, största byn i Albion med livlig folkliv. Härifrån kan man fortsätta norr ut till Gibbet Woods och Bargate Prison
- Bowerstone Old Town, delen av storstaden Bowerstone där hjälten ur Fable II växer upp med sin syster innan hon blir skjuten av "Lord Lucien".
- Greatwood, lummig skog som leder till Fisher Creek i väst och Orchard Farm i öst.
- Greatwood Lake, söder om Greatwood ligger sjön Greatwood Lake.
- Darkwood, aningen dystrare skog än Greatwood. Söder om Darkwood ligger träsket Darkwood Marshes som bebos av explosiva svampliknande organismer. Tar man sig förbi dem kan man ta en titt i Chapel of Skorm där det offras oskyldiga människor till Skorm, spelets "onda" gud.
- Rookridge är ungefär som Darkwood ur första spelet, i Fable II måste man passera Rookridge för att komma till Oakfield, även i Rookridge finns det ett "ont" tempel fast detta är tillägnat skuggorna (då Skorm och Avos tempel har blivit övergivna), där hjälten kan offra människor till skuggorna för poäng som kan användas till belöningar, man kan även ta åt sig uppdraget "Oakfield Massacre" från templets "huvudpräst/mästare" där spelaren går till Oakfield och dödar hela byn förutom barn.
- Knothole Glade, är en by som ligger på en ö väster om fastlandet. Invånarna i Knothole Glade terroriseras av den Bleka Balverinen som bara kan dödas med en silverkula. På ön återfinns även Witchwood Arena där hjälten kan utmana andra deltagare på en kamp till de hurrande åskådarnas glädje.
- Knothole Island är en ö i Fable II:s DLC pack See The Future där öns hövding ber hjälten om hjälp att få tillbaka sommaren efter vintern skapar fattighet.
- HookCoast, avlägsen ö där det är vinter.

## Invånare
Albion är inte ett tättbefolkat land, de flesta bor i byar som Bowerstone, Oakvale och Knothole Glade. Några har dock valt att bo ensamma, till exempel fiskaren i Fishers Creek, bonden med sin fru i Orchard farm och kyrkogårdsskötaren i Lynchfield Graveyard.
Förutom invånarna i byarna kan man stöta på byteshandlare runt om i Albion. En del av dem har permanenta stånd, ofta på platser som är långt borta från byar, medan andra vandrar runt. De säljer bland annat mat, dryck, vapen, kläder, hårstilar och tatueringar.
Engelska är majoritetsspråket i Albion, alla pratar med brittisk accent.

## Transportmedel
Det är långt mellan syd- och nordspetsen i Albion, att gå den biten fram och tillbaka är slöseri med hjältens dyrbara tid, han har många banditer och monster att förinta. Eftersom varken hästar eller cyklar finns, har folket uppfunnit Cullis Gates, ett slags portal som transporterar hjälten kors och tvärs, över land och hav, i ett nafs. Tack vare Cullis Gates är det möjligt att nå öbyarna Knothole Glade och HookCoast, tur det, för hjälten kan inte kliva på någon av båtarna.